# 紙橋郡戰役
紙橋郡戰役是發生在1883年春季於越南首都河內的一場戰役，此戰役被認為是中法戰爭的開端之衝突，由中方黑旗軍首領劉永福向法軍將領李維葉主動宣戰而起，最後戰果雙方死傷相當，但整體戰略上為中方略勝一籌。